# اطلبيني من بابا (مسلسل)
اطلبيني من بابا مسلسل كوميدي اجتماعي، يحكي قصة شاب ينتقل من محافظة سوهاج إلى القاهرة للعمل في مجال الإعلانات بعد أن أقنع والده بصعوبة كي يوافق على عمله في هذا المجال، .يواجه هذا الشاب العديد من المواقف الصعبة أثناء تواجده بالعاصمة، سواء في مواجهة التقاليد، أو بسبب مشاكل عمله ورئيسته في العمل. 

## أبطال المسلسل
- أحمد حلمي
- حنان ترك
- تيسير عبد الغني
- حسن حسني
- سامية عاطف
- إدوارد
- لطفي لبيب
- سلوى عثمان
- هبة عبد الغني

## فريق العمل
- إخراج : علاء خلف
- تأليف : مجدى الكدش